# L'Attentat de Sarajevo
L'Attentat de Sarajevo est un roman de Georges Perec publié en 2016 aux éditions du Seuil.

## Genèse
Rédigé en 1957 (dicté à une de ses anciennes camarades du lycée d'Étampes), le roman fut refusé à la publication. Le tapuscrit, perdu, n'a été retrouvé qu'après sa mort.

## Publication
Le roman est publié par Claude Burgelin qui réalise la préface et déclare au sujet de l'œuvre :
« Lecteur, c'est avec un Perec inattendu que tu vas faire connaissance. Frôlant le roman d'analyse psychologique, esquissant une histoire d'amour et de jalousie, c'est avec le scénario Hamlet que se débat l'auteur-narrateur, un " je " quasiment au premier degré, oscillant entre récit autobiographique et fiction. »